# Alexander Cohn
Alexander Cohn (* 4. September 1876 in Königsberg in Preußen; † 7. April 1951 in Berlin) war ein deutscher Kammergerichtsrat, Fachautor und Überlebender des Holocaust.

## Leben und Wirken
Cohn absolvierte nach dem Abitur am Altstädtischen Gymnasium in Königsberg ein Studium der Rechtswissenschaften an der Universitäten Berlin und Königsberg. Anschließend bestand er das Referendariatsexamen, wurde zum Dr. jur. promoviert und war als Gerichtsassessor in Berlin tätig. Ab 1905 war er Landrichter in Allenstein, bis er 1908 an das Landgericht I in Berlin versetzt wurde. Während des Ersten Weltkrieges war er von 1914 bis 1918 als höherer Militärbeamter im Kriegsbekleidungsamt des Garde du Corps eingesetzt. Cohn wurde mehrfach ausgezeichnet, so auch mit dem Eisernen Kreuz. Nach Kriegsende wurde er Landgerichtsdirektor in Berlin, ab 1919 als Kammergerichtsrat. Von 1920 bis 1927 gehörte er der Prüfungskommission der Reichsjustizkammer an. Ab 1922 verrichtete er als Mitglied des I A Zivilsenates des Kammergerichts oberstrichterliche Tätigkeiten und wurde 1935 – möglicherweise auch aufgrund seiner jüdischen Herkunft – pensioniert.
Durch Franz Schlegelberger konnte seine Deportation zunächst verhindert werden. Im Januar 1943 wurde Cohn schließlich aus Berlin in das Ghetto Theresienstadt deportiert, wo er am 28. Januar 1943 ankam. Im Theresienstadt-Konvolut ist er als „A-Prominenter“ aufgeführt. Trotz der inhumanen Lebensbedingungen konnte Cohn überleben und wurde am 8. Mai 1945 von der Roten Armee befreit. Danach kehrte er nach Berlin zurück und wurde im sowjetischen Sektor wieder als Jurist tätig. Im Zuge des Nürnberger Juristenprozesses sagte Cohn zu Gunsten Schlegelbergers aus. Cohn verstarb 1951 nach seiner Entlassung aus dem Justizdienst.

## Familie
Cohn war der Sohn des Kaufmanns Max Cohn und der Anna geb. Hiller.
Am 6. Mai 1921 heiratete er in Königsberg Else Hiller, geb. am 22. Februar 1885, Tochter von Robert  Hiller und Sophie geb. Hiller.

## Schriften
- Herausgabe der Neuauflage Handelsgesetzbuch von Litthauer, 1905 (gemeinsam mit Albert Mosse)
- Auslieferungsverträge des Deutschen Reiches und der deutschen Einzelstaaten, 1908